# Zbrodnia pana Lange
Zbrodnia pana Lange (Le Crime de Monsieur Lange) – francuski dramat społeczny opowiadający o pracownikach wydawnictwa, którzy zakładają spółdzielnię.